# 帕隆巴罗
帕隆巴罗（義大利語：Palombaro），是意大利基耶蒂省的一个市镇。总面积17平方公里，人口1164人，人口密度68.5人/平方公里（2009年）。ISTAT代码为069062。